# Срби за Србе
Срби за Србе или Хуманитарна организација „Срби за Србе” (енгл. Charity Organization "Serbs for Serbs") је хуманитарна, непрофитна, невладина, нестраначка организација, организована у удружењу грађана чији су основни циљеви и задаци залагање за побољшање услова за живот и рад српских породица у земљама гдје се налази српски народ и гдје је помоћ потребна.

## Историја
Иако је организација постојала и 2006. године и радила на многим добротворним акцијама, званично је регистрована 12. маја 2007. године у Београду. Идеја за оснивање удружења је потекла из потребе обједињења припадника српског народа након ратова деведесетих година 20. вијека на простору бивше Југославије, а који су оставили српски народ распарчан и подијељен неприродним границама за један народ.
Крсна слава ове доброчинске организације је свети Василије Острошки.

## Циљеви и задаци удружења
Циљ удружења је покретање добротворних акција, односно помоћи Србима од Срба. Идеја организације се заснива на подизању самосвијести српског народа о егзистенцијалним проблемима са којима се суочавају поједини Срби, односно припадници властитог народа.
Мисија се огледа у подизању свијести о српству, националној култури и српским корјенима, са циљем да образује Србе у погледу самоспознаје властитог националног бића и створи предуслове за организоване добротворне акције које ће финансирати Срби за помоћ Србима.
Развијањем свијести о припадању властитом националном бићу, односно српству, стварају се услови за саосјећање са патњама припадника властитог народа и егзистенцијалним проблемима са којима се властити народ суочава. Један од начина помоћи појединим припадницима властитог народа у тешким животним условима је доброчинство на чему се заснивају акције овога удружења.
Поред доброчинства, удружење се бави борбом против бијеле куге, борбом против исељавања становништва српске националности, затим очувањем свијести о српској култури, историји и националном идентитету Срба.

## Доброчинство
Један од главних задатака друштва „Срби за Србе“ је помоћ вишечланим српским породицама које живе на рубу егзистенције. Удружење је до сада организовало велики број хуманитарних акција за Србе повратнике са подручја бивше Републике Српске Крајине, затим Републике Српске, Републике Србије са нагласком на Косово и Метохију, те за Србе из Републике Црне Горе. Средства за добротворне акције се стичу путем добровољних прилога, чланарина и помоћи других добротворних организација, првенствено из дијаспоре.

## Организација

### Сједиште организације
Због свесрпског карактера ове организације, сједиште овога удружења није ограничено на једну државу насталу након распада Југославије, и налази се у Републици Србији, Републици Српској, Републици Црној Гори и у дијаспори, у земљама као што су САД, Аустрија, Велика Британија и Швајцарска.

### Структура организације
- Председник управног одбора: Игор Рашула, Београд, Република Србија
- Председник СЗС за Републику Српску: Добрина Кусмук
- Председник СЗС за Републику Црну Гору: Иван Стијовић
- Председник СЗС за Републику Аустрију: Милош Јовановић

## Пројекти
Поред добротворних акција, пројекти на којима ради хуманитарна организација „Срби за Србе“ су: 
- Дјеца су наша будућност
- Космет је Србија (акција помоћи српском народу у косовскометохијским енклавама)
- Изградимо дом породици Павловић (акција изградње куће за српску породицу ратног-војног инвалида у Републици Српској)
- Куповина куће породици Дањек (акција изградње куће за српску породицу из Републике Србије која је пет година збрињавала српску избјегличку породицу из бивше Републике Српске Крајине)
- Хуманитарна емисија Хепи ТВ — „Будимо људи”, уреднице и водитељке Иване Савић